# Open Range
Open Range is een Amerikaanse westernfilm uit 2003, geregisseerd en geproduceerd door Kevin Costner. De hoofdrollen worden vertolkt door Robert Duvall, Kevin Costner en Annette Bening.

## Verhaal
Charley Waite (Kevin Costner) is een ex-pistoolheld die nu veedrijver is in de ploeg van Boss Spearman. Wanneer ze op een dag met hun vee door het stadje Harmonville komen, worden ze bedreigd door een corrupte sheriff (James Russo). Hierdoor moeten ze actie ondernemen en ontmoeten ze onder andere de mooie, oude dame Sue Barlow (Annette Bening).

## Rolbezetting
| Acteur          | Personage                            |
| --------------- | ------------------------------------ |
| Robert Duvall   | Bluebonnet "Boss" Spearman           |
| Kevin Costner   | Charles Travis "Charley" Postlewaite |
| Annette Bening  | Susan "Sue" Barlow                   |
| Michael Gambon  | Denton Baxter                        |
| Michael Jeter   | Percy                                |
| Diego Luna      | Button                               |
| James Russo     | Marshal Poole                        |
| Abraham Benrubi | Mose Harris                          |
| Dean McDermott  | Doc Barlow                           |
| Kim Coates      | Butler                               |
| Herb Kohler     | Cafe Man                             |
| Peter MacNeill  | Mack                                 |
| Cliff Saunders  | Ralph                                |
| Patricia Stutz  | Ralphs vrouw                         |
| Julian Richings | Wylie                                |
| Ian Tracey      | Tom                                  |
| Rod Wilson      | Gus                                  |